# Lilla Crawford

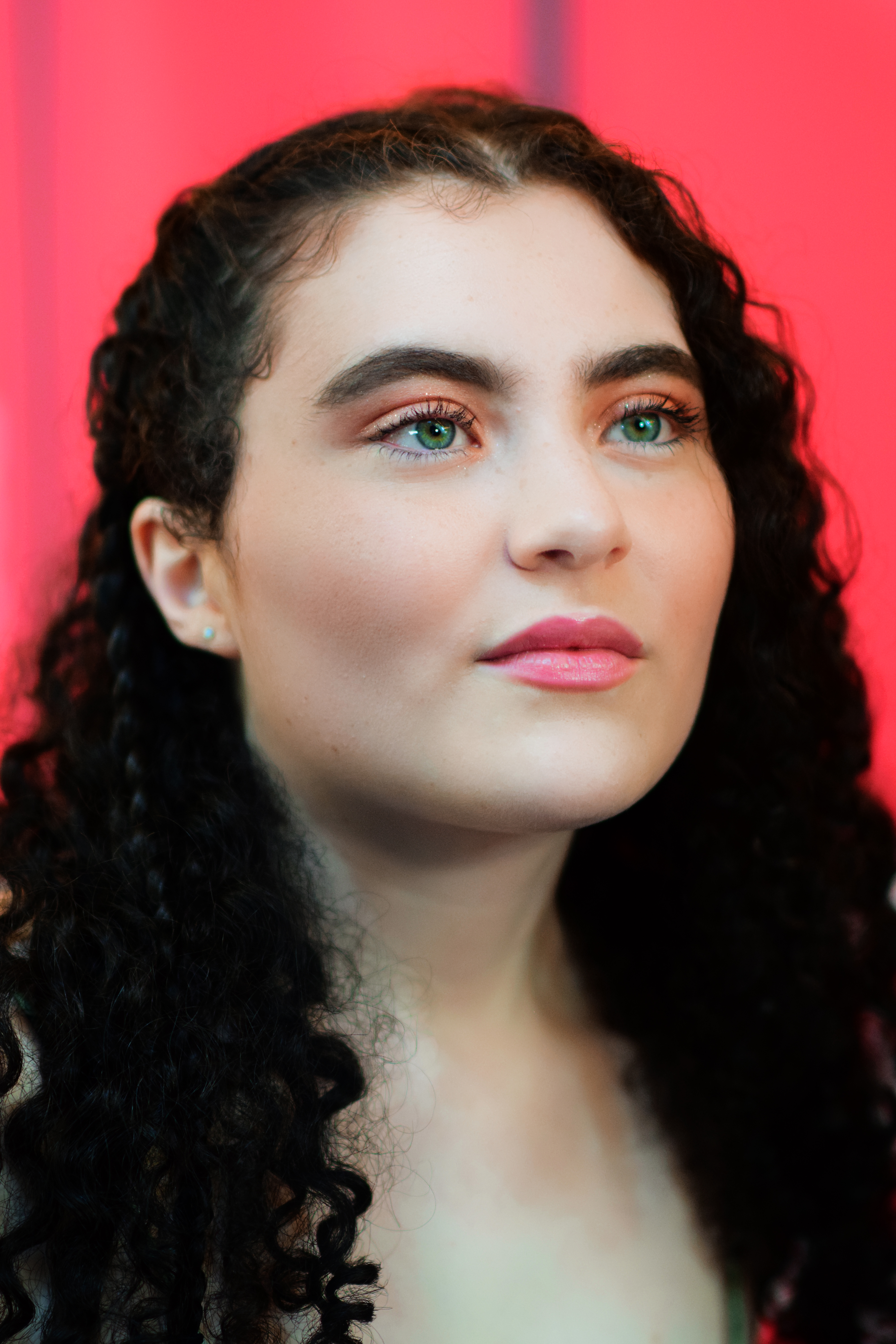
Lilla Crawford, 2022

Lilla Crawford (* 23. Februar 2001) ist eine US-amerikanische Schauspielerin, die mit der Titelrolle der Annie in dem Broadway-Musical Annie aus dem Jahr 2012 bekannt wurde.
Ihr Spielfilmdebüt gab sie 2014 in dem Disneyfilm Into the Woods.

## Leben
Lilla Crawford wuchs in Los Angeles auf. Sie begann ihre Karriere in der Youth Academy of Dramatic Arts in Los Angeles.

## Filmografie (Auswahl)
- 2014: Into the Woods
- 2015: Forever (Fernsehserie)
- 2015: Blue Bloods – Crime Scene New York (Fernsehserie)
- 2016: Little Miss Perfect

## Synchronisation
- 2017–2020: Sunny Day